# Anna Maria Strada (1568-1629)
Anna Maria Strada conosciuta anche come Anna Marie Stradová e Catherina Strada (1568 circa – 1629) fu un'amante dell'imperatore del Sacro Romano Impero Rodolfo II d'Asburgo, dal quale ebbe sei figli.

## Biografia
Kateřina Stradová era figlia di Ottavio Strada il Vecchio, nato a Norimberga e antiquario ufficiale presso la corte asburgica di Praga, a sua volta figlio del mantovano Jacopo Strada, architetto presso la medesima corte. Suo fratello fu il pittore Ottavio Strada il Giovane.
Katerina divenne l'amante di Rodolfo II, trentunenne, quando aveva circa 15 anni. I due ebbero 6 figli, ma solo il maggiore è più noto. Le fu dato il titolo di contessa ed è descritta come brillante e attenta, educata a Vienna, e si diceva avesse lineamenti fini e graziosi.

## Discendenza
Ebbe sei figli con Rodolfo II:
- Don Giulio Cesare d'Austria (1584-1585-1609)
- Mattia d'Austria (?-1619), religioso
- Carlo d'Austria (?-1650 ca.), militare
- Carolina d'Austria, sposata con il conte di Contecroy
- Anna Dorotea d'Austria, monaca a Madrid
- Elisabetta d'Austria, monaca a Vienna